# 9663 Zwin
9663 Zwin è un asteroide della fascia principale. Scoperto nel 1996, presenta un'orbita caratterizzata da un semiasse maggiore pari a 2,6432360 UA e da un'eccentricità di 0,0959729, inclinata di 0,87926° rispetto all'eclittica.